# عبدو دیالو
عبدالاحد دیالو معروف به عبدو دیالو (فرانسوی: Abdou Diallo‎؛ زادهٔ ۴ مهٔ ۱۹۹۶) بازیکن فوتبال اهل فرانسه است که در پست مدافع میانی برای باشگاه ورزشی العربی قطر بازی میکند.

## زندگی شخصی
برادر کوچک تر وی ، ابراهیما دیالو نیز فوتبالیست حرفه ای است و برای باشگاه الدحیل بازی میکند.

## سبک بازی
روون شرودر، مدیر ورزشی ماینز گفته است که دیالو "در هوا قوی و در چالش ها بشدت زیرک است". مایکل زورک، مدیر ورزشی دورتموند، نیز دیالو را به عنوان "یک مدافع میانی مدرن و قوی و بسیار باهوش که می تواند نقش دفاعی گسترده تری را نیز ایفا کند یا حتی در نقش هافبک دفاعی مستقر شود" توصیف کرد.

## افتخارات

### موناکو
- لیگ ۱ فرانسه :۲۰۱۶–۲۰۱۷ [۴]

### پاری سن ژرمن
- لیگ ۱ فرانسه : ۲۰۱۹–۲۰۲۰ [۵] و ۲۰۲۰–۲۰۲۱ [۶]
- جام حذفی فوتبال فرانسه : ۲۰۱۹–۲۰۲۰ [۷] و ۲۰۲۰–۲۰۲۱ [۸]
- جام اتحادیه باشگاه‌های فرانسه :  ۲۰۱۹–۲۰۲۰ [۹]
- سوپر جام فوتبال فرانسه : ۲۰۱۹ [۱۰] و ۲۰۲۰ [۱۱] و ۲۰۲۲[۹]
- نایب قهرمانی لیگ قهرمانان اروپا : ۲۰–۲۰۱۹ [۱۲]

### لایپزیگ
- جام حذفی فوتبال آلمان : ۲۰۲۲–۲۰۲۳ [۴]

### سنگال

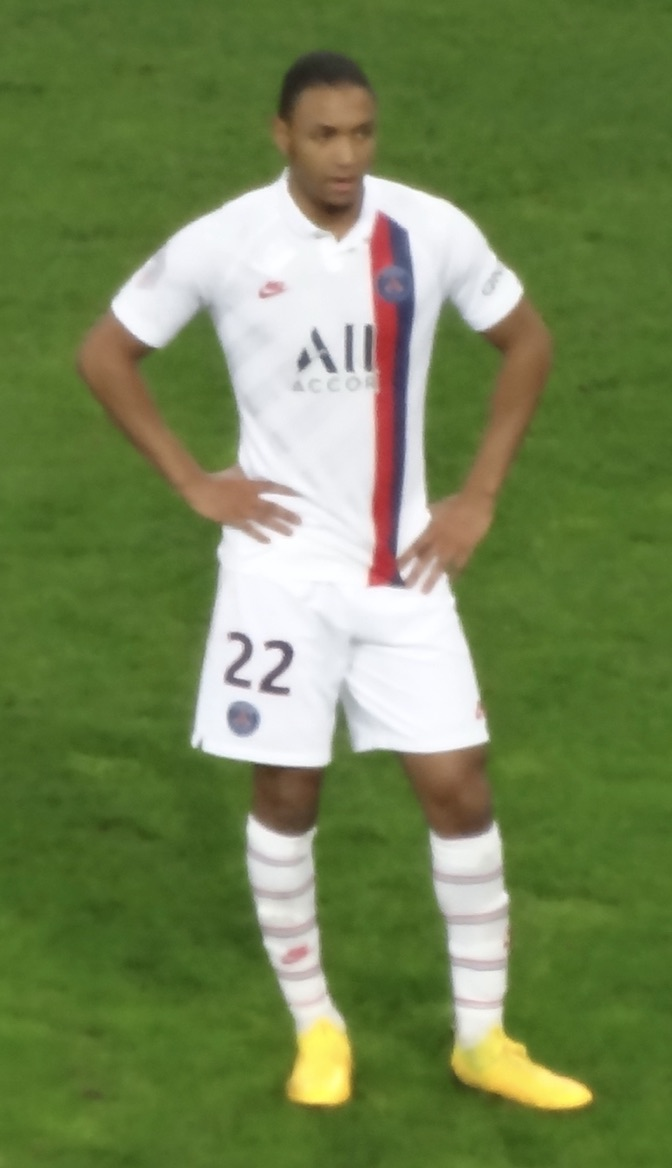

- جام ملت‌های آفریقا : ۲۰۲۱ [۱۳]